# Povstání ve varšavském ghettu
Povstání ve varšavském ghettu byl ozbrojený konflikt mezi Wehrmachtem a varšavskými Židy v průběhu druhé světové války. Povstání propuklo jako poslední zoufalá snaha zbývajících obyvatel ghetta vyhnout se deportacím do vyhlazovacích táborů. Hlavní boje začaly 19. dubna 1943, houževnatý židovský odpor zlomil 16. května 1943 až SS-Brigadeführer (později Gruppenführer) Jürgen Stroop.

## Pozadí boje
Již od roku 1940 nacisté soustřeďovali více než tři milióny polských židů do extrémně přeplněných ghett v různých polských městech. 15. října 1940 bylo založeno největší varšavské ghetto, kdy se na 2,4 % rozlohy Varšavy muselo tísnit cca 30 % obyvatel – 380 000. Mnoho lidí zemřelo na následky nemocí a vyhladovění ještě před začátkem deportací do koncentračních táborů.
V létě roku 1942 bylo 300 000 obyvatel ghetta posláno do vyhlazovacího tábora Treblinka. Židovští obyvatelé nechtěli podnikat žádné protiakce, protože se zprvu domnívali, že byli jejich příbuzní vysláni pouze do pracovních táborů. Posléze do ghetta pronikly zvěsti, že Treblinka je vyhlazovacím táborem a v důsledku toho se zbývající židovští obyvatelé rozhodli bojovat. Za tímto účelem založili odbojové organizace Żydowska Organizacja Bojowa (ŻOB) a Żydowski Związek Wojskowy (ZZW).

## Povstání

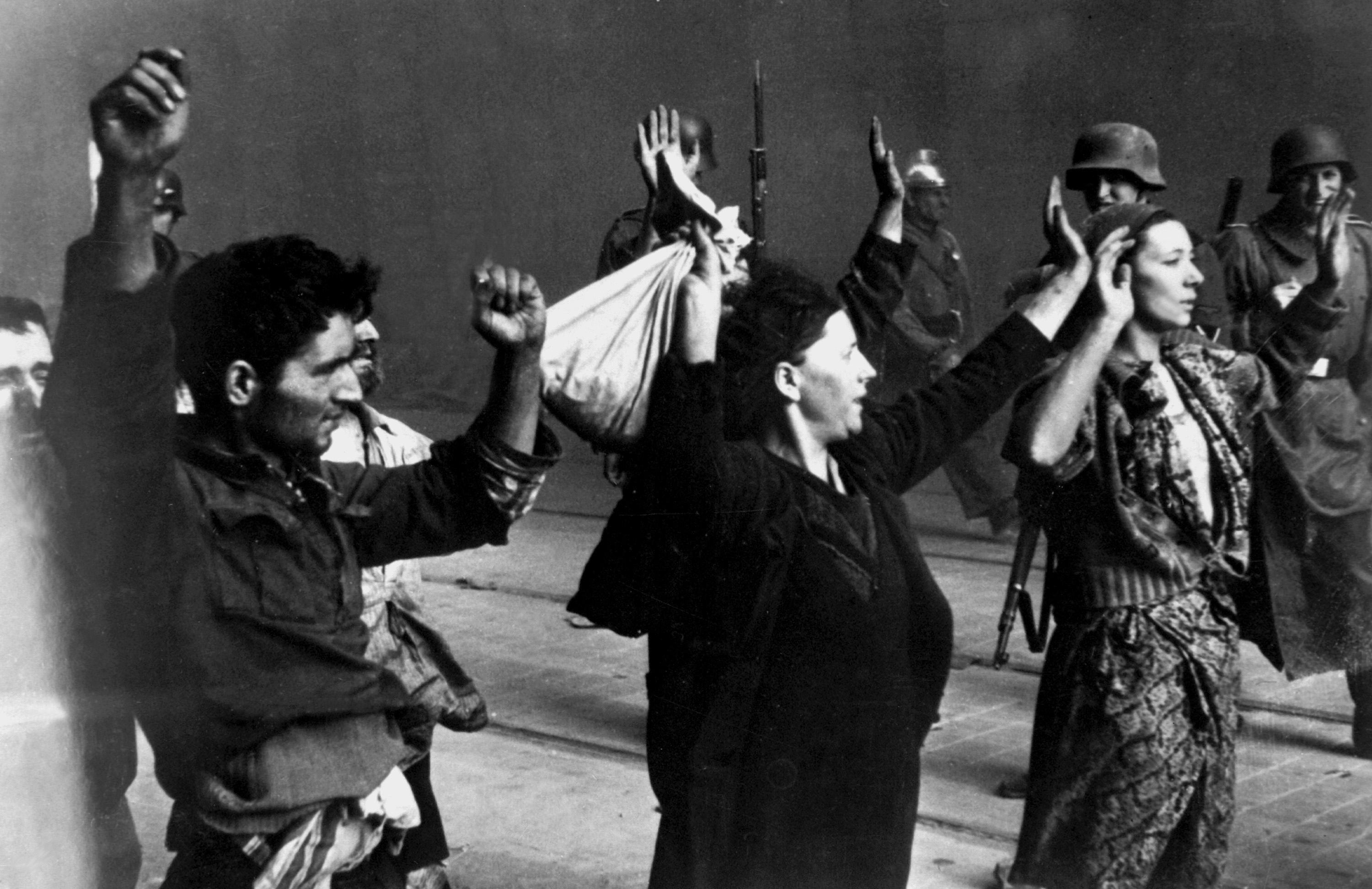
Židé podezřelí z povstaleckých aktivit

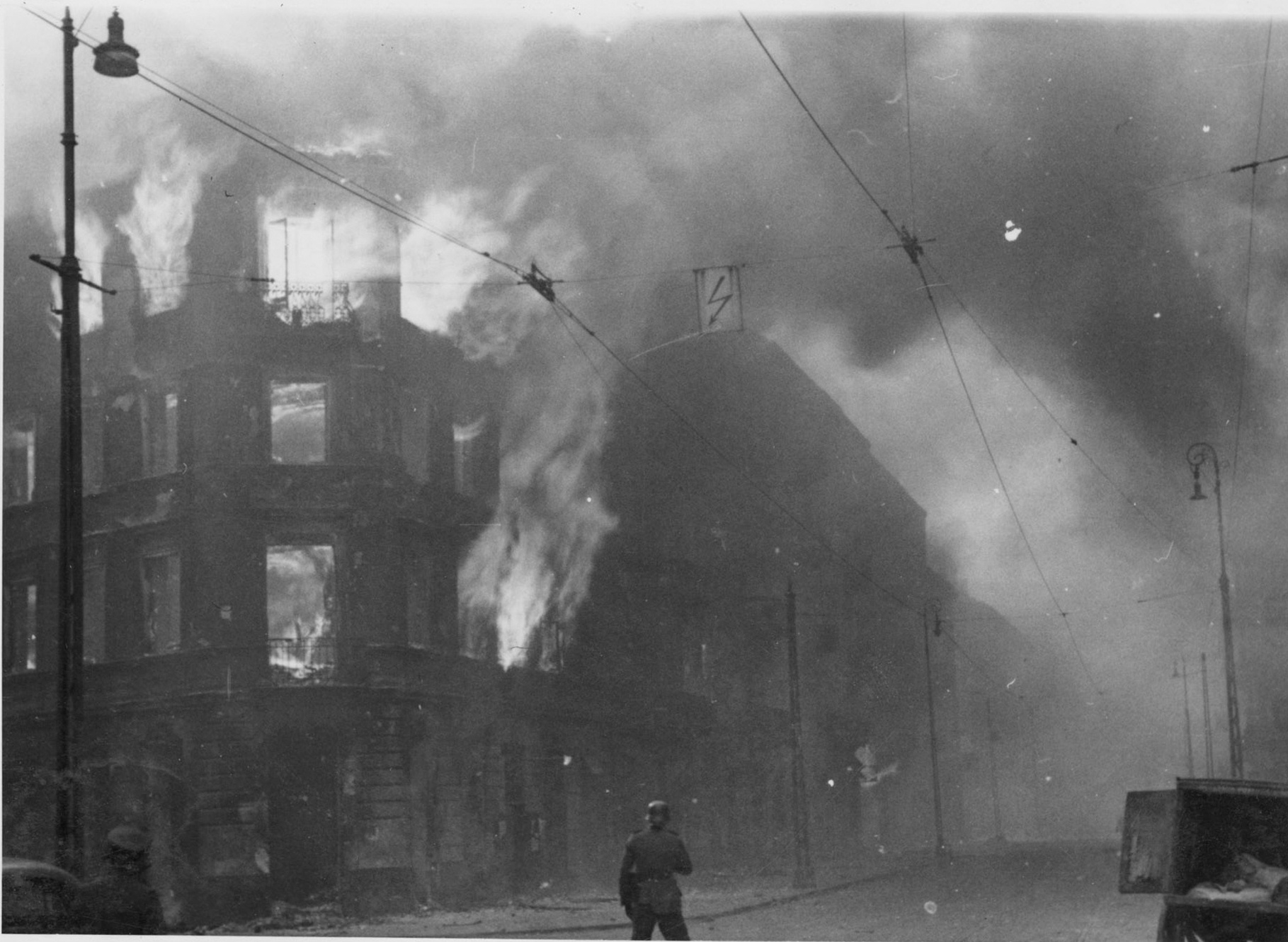
Rozsáhlé části ghetta lehly popelem

Vysocí němečtí představitelé chtěli zrušit varšavské ghetto původně do konce roku 1942, bylo to však přeloženo na rok 1943. 18. ledna 1943 vpochodovalo 1 000 německých vojáků do ghetta, nikdo ze Židů se ale již k deportaci nehlásil a Němci byli až do 22. ledna partyzánským způsobem přepadáváni. Přestože měla zbraň pouze desetina Židů, podařilo se jim německé vojáky zahnat, židovské ztráty však dosahovaly až 80 %. Deportace na čas přestaly, ale obyvatelé ghetta si byli vědomi, že je další ozbrojený konflikt nevyhnutelný a začali se na něj intenzivně připravovat.
Bylo postaveno mnoho úkrytů a bunkrů, které byly navzájem propojeny kanalizační sítí nebo rozvodem vody či elektřiny. Každý bojovník měl revolver s 10–15 náboji a několik granátů nebo Molotovových koktejlů. Panoval však nedostatek těžších zbraní – Židé měli jen několik pušek a 1–3 kulomety (různé zdroje udávají různá čísla). Panoval také všeobecný nedostatek munice. Němci byli naopak vybaveni obrněnými vozidly, plamenomety a dělostřelectvem.
Podpora z vnějšku byla omezená, ale polské odbojové organizace Zemská armáda (Armia Krajowa, AK) a komunistická Lidová garda (Gwardia Ludowa, GL) útočily na německé jednotky poblíž ghetta a pokoušely se pašovat dovnitř zbraně. Některým židovským partyzánům se také podařilo s polskou pomocí uprchnout ven z ghetta varšavskými stokami.

### 1. den
Na večer 18. dubna 1943 bylo ghetto obklíčeno německým vojskem a polskou policií, na 19. duben (židovský svátek pesach) měla začít likvidace ghetta. V pět hodin ráno vpochodovali do ghetta němečtí vojáci pod vedením oberführera Ferdinanda von Sammern-Frankenegg. Vojáci byli zaskočeni nečekaným útokem Židů ozbrojených pistolemi, granáty a Molotovovými koktejly. Židé také navzájem propojili všechny domy, takže představovali nesnadný cíl. V poledne velení operace převzal SS-Gruppenführer Jürgen Stroop. Němci se na večer byli nuceni stáhnout.

### 2. den
Cílem útoku Němců bylo Muranowského náměstí, kde Židé předchozí den vyvěsili polskou vlajku a vlajku s Davidovou hvězdou. Židé také úspěšně odpálili nastraženou bombu, která způsobila Němcům velké ztráty; Němcům se podařilo urputný odpor částečně zlomit až s použitím plamenometů. Večer se Němci opět z oblasti stáhli.

### Další dny

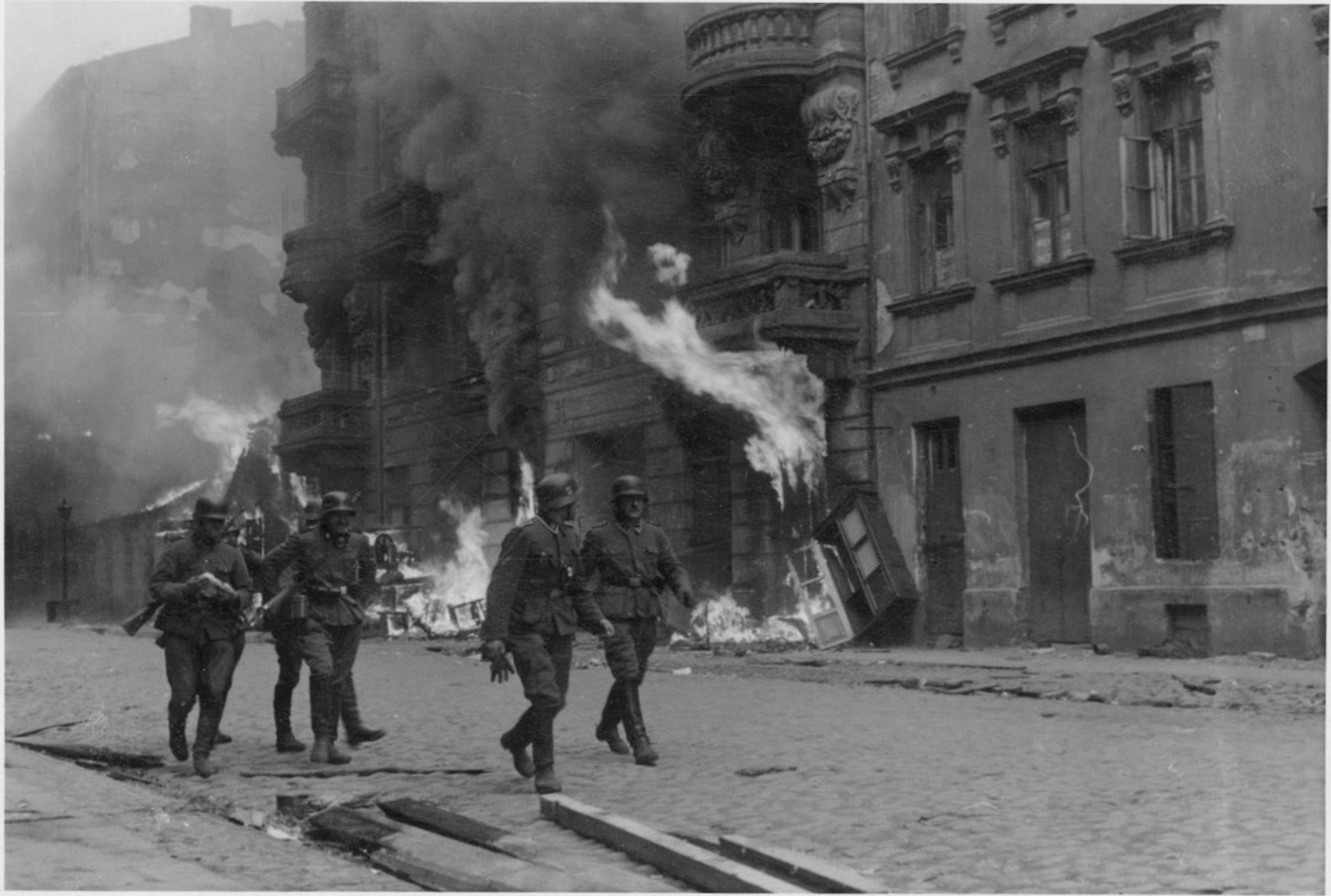
Vojáci SS před hořící budovou

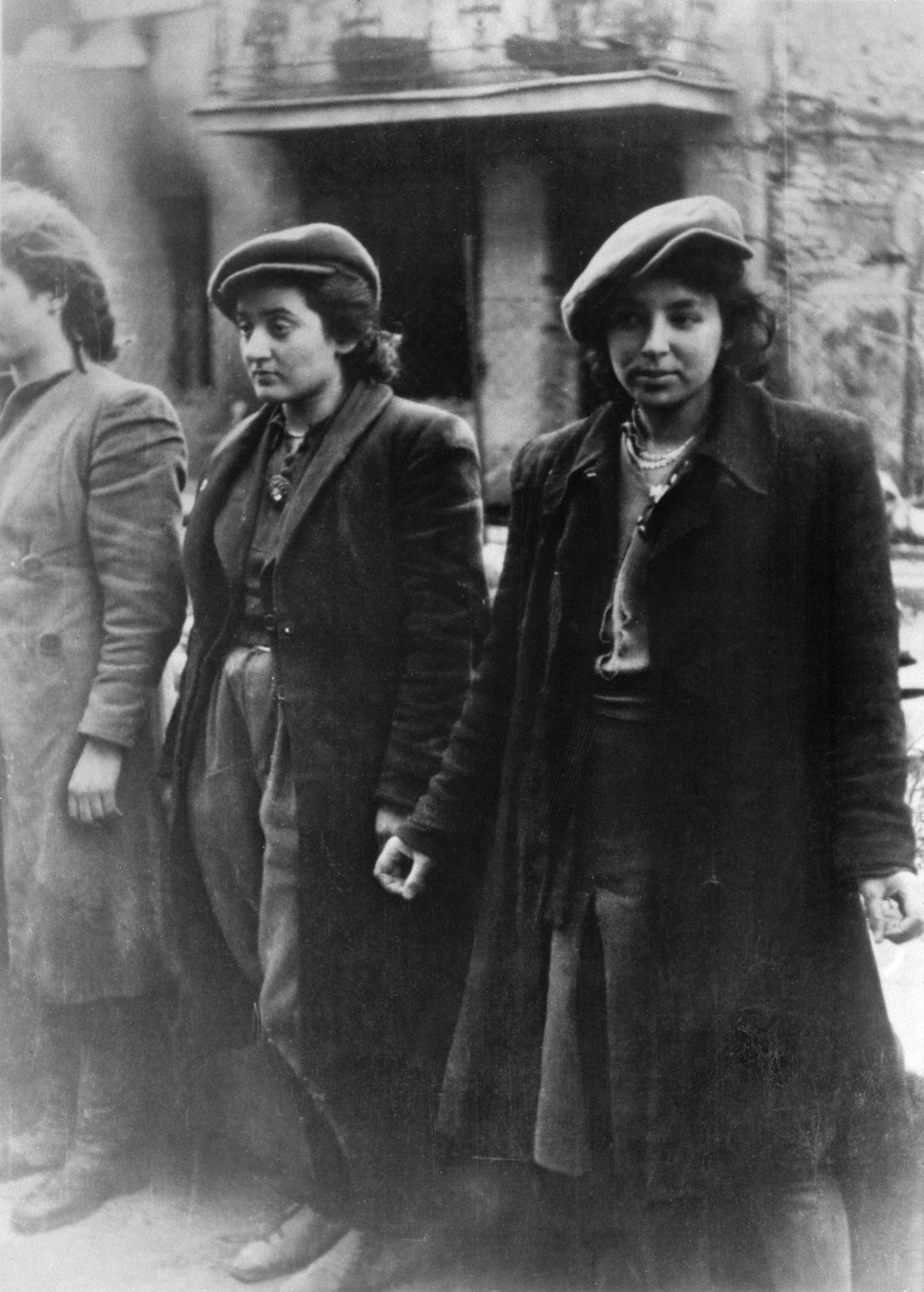
Fotografie ze Stroopovy zprávy, dle jeho komentáře kladly tyto ženy ozbrojený odpor

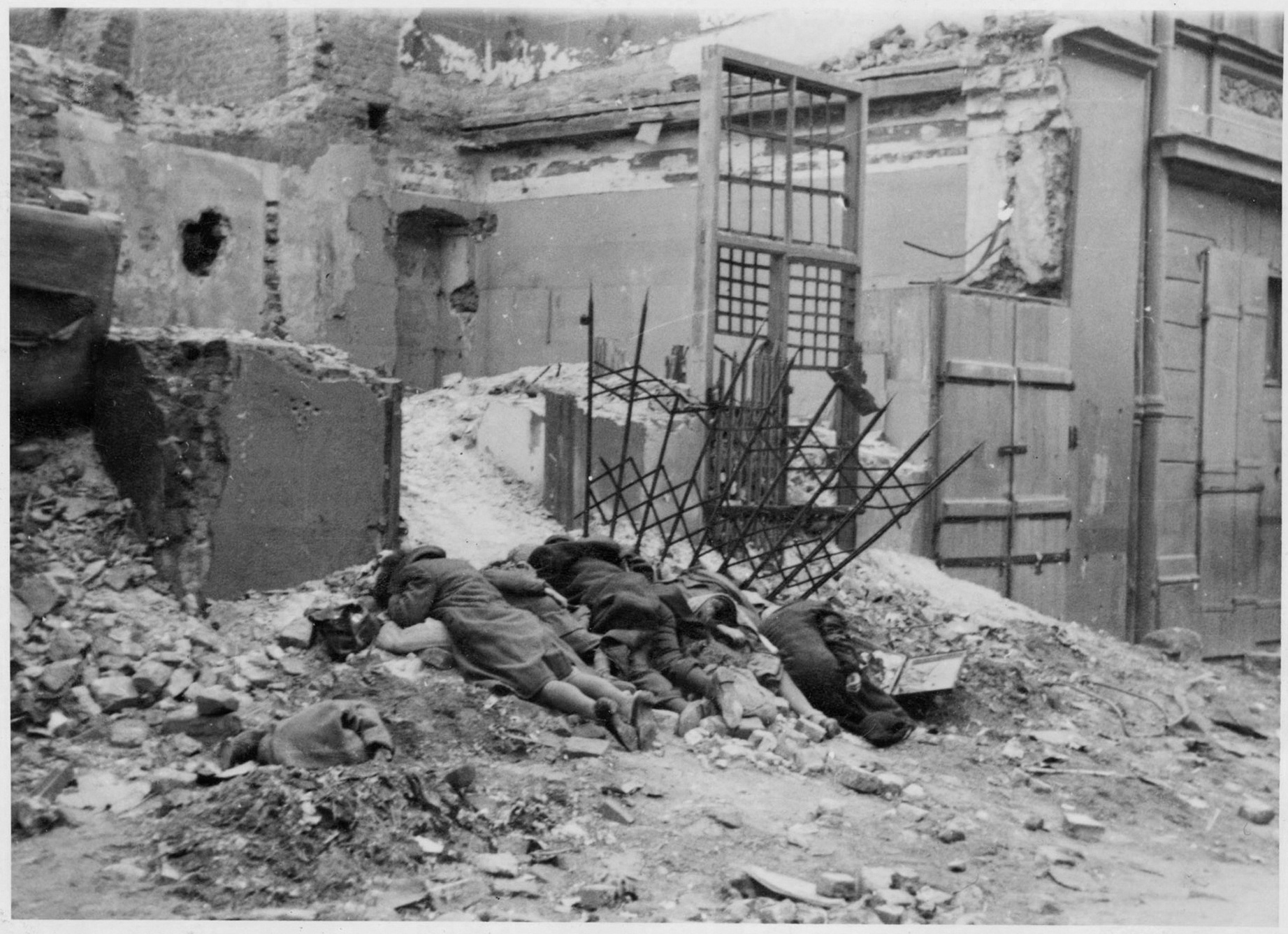
Těla popravených povstalců

Němci se zaměřili na taktiku vypalování domů plamenomety. Židovské velitelství na Muranowského náměstí bylo po čtyřech dnech dobyto, většina obránců byla již mrtvá nebo zraněná; asi dvaceti lidem se podařilo z ghetta uprchnout. Vůdce povstání – Mordechaj Anielewicz si musel najít jiné místo, odkud by mohl koordinovat boje. 23. dubna bylo velitelství přesunuto na ulici Miła č. 18; v důsledku nedostatku střeliva byli Židé nuceni změnit taktiku – zprvu na Němce útočili z domů, nyní se stáhli do podzemních bunkrů a prováděli jen cílené akce. Jürgen Stroop také zakázal svým vojákům pochod v zástupu, což znesnadňovalo židovské protiakce.
Ke konci dubna byla většina bunkrů a skrýší odhalena, hodně domů vypáleno nebo srovnáno se zemí. Mnoho bojovníků spáchalo sebevraždu (včetně vůdce povstání Anielewicze). Několika stovkám Židů se ke konci bojů podařilo z ghetta uprchnout.
Zničením synagogy 16. května byly boje oficiálně ukončeny, přesto ještě po mnoha měsících podnikali zbylí přeživší Židé útoky na německé hlídky. Z těch, kterým se podařilo z ghetta utéct, se stali partyzáni, často ale byli na útěku zastřeleni nebo prozrazeni. Někteří se nadále ukrývali ve Varšavě a bojovali po boku Poláků při Varšavském povstání v roce 1944.

## Počet obětí
Přesné údaje o ztrátách je nesnadné zjistit na obou stranách. Na židovské straně se uvádí cca 1 000 bojovníků, z nichž přibližně tři čtvrtiny padly. Další desetitisíce obyvatel ghetta Němci zajali a popravili nebo poslali do vyhlazovacích táborů. Zpráva Jürgena Stroopa hovoří o celkem 56 065 zabitých či zajatých. Počet ztrát na německé straně se také obtížně určuje. Důvodem mohlo být i to, že Wehrmacht spolupracoval s polskou policií a akcí se zúčastnili i Ukrajinci, Lotyši a Litevci jako pomocné jednotky a není jisté, zda je zahrnoval do svých statistik. Jürgen Stroop v oficiálním hlášení uvedl pouze 17 zabitých a 93 zraněných vojáků, nicméně celkové ztráty na straně potlačovatelů povstání byly nejspíše vyšší, řádově mohlo jít o stovky mužů.

## Pomník

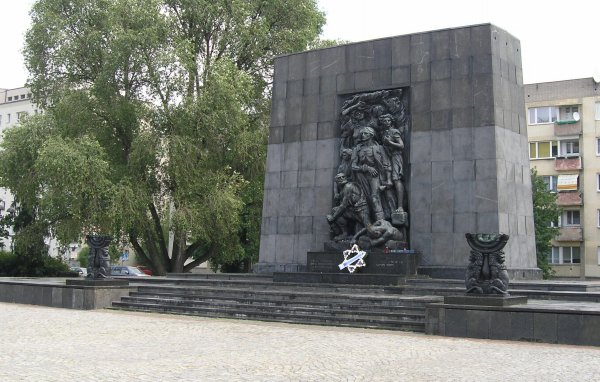
Pomník bojovníků ghetta

Bojovníkům byl ve Varšavě vybudován pomník. Během prosince 1970 jej navštívil Willy Brandt, tehdejší německý kancléř. Když položil věnec a urovnal na něm stuhy, poklekl před památníkem na zem a mlčky sepnul ruce. Událost známá jako varšavské pokleknutí představovala zklidňující zlom v té době napjatých vztazích mezi Západním Německem a Polskem.